# Neomilichia minor
Neomilichia minor là một loài bướm đêm trong họ Noctuidae.